# Atgeir

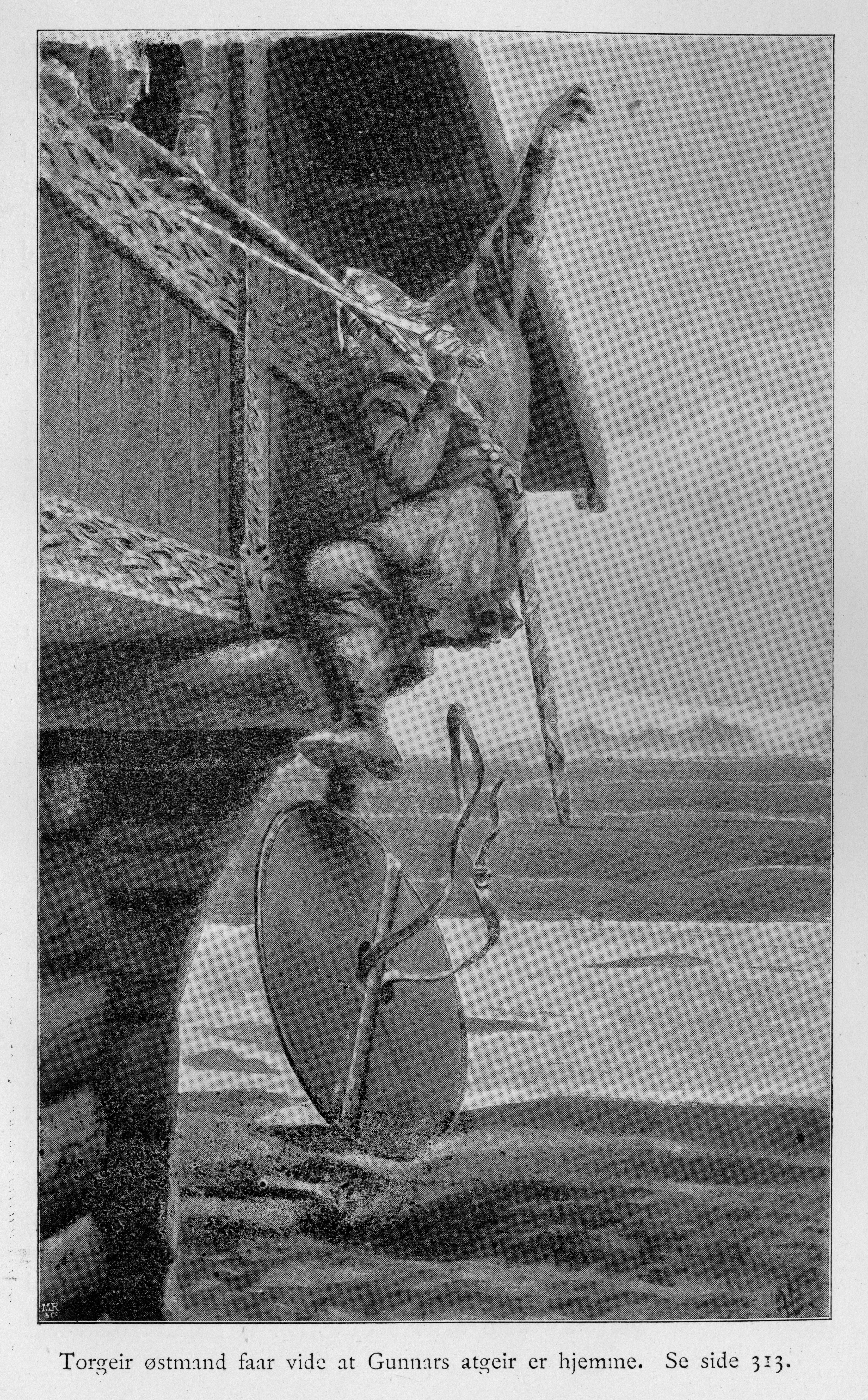
Gunnar Hámundarson defiende su casa con un atgeir en la Saga de Njál.

Un atgeir, a veces llamado "perforador de mallas" o "lanza cortante", era un tipo de arma de asta usada en la época vikinga en Escandinavia y las colonias nórdicas en las islas británicas e Islandia.

## Descripción
La palabra está relacionada con el nórdico antiguo geirr, que significa lanza. Por lo general, se traduce en inglés como halberd ("alabarda"), pero lo más probable es que se asimile más a una pica o a una guja. Otro punto de vista es que el término no tenía asociación con un arma específica hasta que se usa como un anacronismo en la literatura de sagas para dar peso a los relatos de armas especiales. Más tarde, la palabra se usó para las típicas alabardas europeas, e incluso más tarde, los bastones multipropósito con puntas de lanza se llamaron atgeirsstafir.
El término se usó por primera vez como término en fuentes teutónicas después de la era vikinga. No se usa en ninguna fuente de la misma época vikinga, y no hay restos arqueológicos que puedan identificarse con ese término. Las referencias en la literatura de las sagas no son relevantes para la era vikinga, sino que provienen de Islandia del siglo XIII y posteriores. Originalmente significaba 'la lanza más parecida a una lanza', es decir, la mejor lanza, y puede referirse bien a un arma ligera o pesada.
Podría decirse que el atgeir más famoso fue el de Gunnar Hámundarson, como se describe en la Saga de Njál. Según ella, esta arma emitiría un zumbido o repique ("cantaría") cuando era puesta hacia abajo en previsión del derramamiento de sangre. Sin embargo, la saga de Njál es una de las sagas más recientes y de autor más obvio, y los detalles de la ropa o el armamento se basan casi sin duda en modelos medievales, no vikingos.